# Христианство и права ЛГБТ
В данной статье рассматривается отношение современных христианских церквей, движений и верующих к гражданским правам сексуальных и гендерных меньшинств в государстве и обществе.

## РПЦ и церкви постсоветского пространства
Достаточно консервативную позицию в отношении гомосексуальности и прав гомосексуалов в обществе занимает Русская Православная Церковь. В «Основах социальной концепции РПЦ» прямо заявлено, что церковь не согласна с движением мирового сообщества в сторону нормализации гомосексуальности:

«Дискуссии о положении так называемых сексуальных меньшинств в современном обществе клонятся к признанию гомосексуализма не половым извращением, но лишь одной из „сексуальных ориентаций“, имеющих равное право на публичное проявление и уважение. Утверждается также, что гомосексуальное влечение обусловлено индивидуальной природной предрасположенностью. Православная Церковь исходит из неизменного убеждения, что богоустановленный брачный союз мужчины и женщины не может быть сопоставлен с извращёнными проявлениями сексуальности».

Церковь «решительно противостоит попыткам представить греховную тенденцию как „норму“», «осуждает всякую пропаганду гомосексуализма», «полагает, что лица, пропагандирующие гомосексуальный образ жизни, не должны допускаться к преподавательской, воспитательной и иной работе среди детей и молодежи, а также занимать начальственное положение в армии и исправительных учреждениях».
Критику западного общества за процессы нормализации гомосексуальности иерархия РПЦ МП, а также отдельные представители православия нередко связывают с критикой принципов либерализма и института прав человека в целом, размывающих, по их мнению, границы между добром и злом. Осуществление принципов прав человека, как в отношении прав гомосексуалов, так и в других случаях, предполагает, что граждане могут не придерживаться убеждений и ценностей, которые проповедуются церковью. Это обстоятельство нередко приводит консервативных верующих на постсоветском пространстве к неприятию данных принципов в качестве абсолютных. Так, в «Основах учения РПЦ о достоинстве, свободе и правах человека» провозглашаются приоритеты традиционной морали и религиозных ценностей, которым, по мысли авторов документа, должны быть подчинены принципы прав человека:

«Слабость института прав человека — в том, что он, защищая свободу выбора, всё менее и менее учитывает нравственное измерение жизни и свободу от греха».

Архиереи полагают, что «реализация прав человека не должна вступать в противоречие с богоустановленными нравственными нормами и основанной на них традиционной моралью. Индивидуальные права человека не могут противопоставляться ценностям и интересам Отечества, общины, семьи. Осуществление прав человека не должно быть оправданием для посягательства на религиозные святыни, культурные ценности, самобытность народа».
 Аналогичную точку зрения разделяют также некоторые церкви на постсоветском пространстве.
В западных странах существует иное отношение христиан к принципам прав человека. В июне 2009 года Президиум Сообщества Евангелических Церквей Европы выступил с заявлением, в котором говорилось, что Архиерейский собор РПЦ неверно трактует принципы прав человека, подчиняя их интересам родины, общества и семьи. Авторы заявления отмечают, что в евангелическом понимании права человека — это права, которыми обладают все люди на основании достоинства, которым их наделил Бог, и поэтому ни одна инстанция не может оспорить эти права. Православные фундаменталисты называют такие заявления западных христиан «подготовкой диктатуры содомитов», утверждая, что «они цинично попирают не только Евангельскую, но и Ветхозаветную нравственность, строя из Европы новый Содом». Одновременно критике подвергается и принцип светскости государства.
Осмыслению принципов либерализма и прав человека в свете христианства, как соответствующих христианским ценностям, уделяют внимание и отдельные православные верующие. Священники неканонических православных церквей Глеб Якунин и Яков Кротов, известные своей общественной деятельностью, считают позицию иерархии РПЦ МП не соответствующей евангельским основам и Всеобщей Декларации прав человека, которая является, по их мнению, «воплощением в гражданском праве одного из важнейших принципов, содержащихся в Евангелии».
Публичная поддержка прав гомосексуалов религиозными деятелями на территории стран бывшего Советского Союза является большой редкостью, в то время как нередкими являются заявления дискриминирующего характера. Так, например, протестантские лидеры на постсоветском пространстве точно так же, как и иерархия РПЦ, выступают против осуществления права гомосексуалов на свободу собраний в форме проведения публичных акций и в особенности отрицая их права на создание семьи.
Либеральные верующие, как, например, священник УАПЦ(о) Яков Кротов, считают, что осуществление гражданских прав сексуальных меньшинств должно защищаться так же, как и права всех граждан. Несмотря на достаточно консервативную позицию РПЦ, выраженную в её социальной доктрине, в 2009 году Патриарх РПЦ МП Кирилл на встрече с генеральным секретарём Совета Европы также высказался против репрессий и дискриминации гомосексуалов:

«Мы принимаем любой выбор человека, в том числе в сфере сексуальной ориентации. Это личное дело человека. Но признание этого факта ни в коем случае не меняет нашей позиции в отношении к самому явлению… религиозные традиции всех народов свидетельствует, что гомосексуализм является грехом, как и потеря нравственной ориентации личности…» Однако «совершающийся грех не должен наказываться». «Поэтому мы всегда выступали категорически против любых репрессий и дискриминации людей иной сексуальной ориентации».
За это заявление Патриарх Кирилл подвергся критике со стороны Екатеринбургского городского родительского комитета, который выразил желание продолжать борьбу с «пропагандой педерастии в школах», открытием гей-клубов и проведением «гей-парадов», высказав тревогу по поводу возможного неодобрения такой борьбы со стороны Патриарха. Некоторые религиозные новостные ресурсы по этому поводу констатировали, что «„антигомофобные“ высказывания Патриарха РПЦ МП входят в резкое противоречие с преобладающими в церковной среде „гомофобными“ настроениями».
Впоследствии иерархи РПЦ ПМ активно выступали против вердикта Европейского суда по правам человека о необходимости соблюдения прав гомосексуалов на свободу собраний в форме гей-парадов, рассматривая их в качестве «пропаганды гомосексуализма», поддержали законопроекты против «пропаганды гомосексуализма» на региональном уровне и выразили надежду на утверждение подобного законопроекта на федеральном уровне. На сайте представительства РПЦ в Страсбурге был опубликован доклад трёх юристов, направленный против решения ЕСПЧ о гей-парадах, «О праве на критическую оценку гомосексуализма и о законных ограничениях навязывания гомосексуализма». В докладе выражается обеспокоенность наличествующим, по мнению его авторов, перерастанием защиты прав ЛГБТ в «откровенную дискриминацию гетеросексуалов, необоснованное и незаконное ограничение свободы мысли и слова лиц, которые критически относятся к идеологии гомосексуализма по религиозным, нравственным и иным убеждениям». С докладом выразил солидарность Российский объединённый Союз Христиан Веры Евангельской (пятидесятников).

## Позиции в мире
Отношение к правам гомосексуалов в обществе среди христиан в мире в основном связано с различными социальными концепциями церквей.

### Консервативные церкви
Фундаменталисты, особенно на территории государств, где гомосексуальные отношения преследуются законом, категорически отрицают любые права гомосексуалов, приравнивая их к преступникам.
В странах Европы и Америки некоторые христиане считают эти права основанными на евангельских истинах. Вследствие этого не только в либеральных, но и в консервативных церквях этих стран признаётся ряд гражданских прав гомосексуалов: как правило, это поддержка борьбы против дискриминации, исключая проблемы однополых браков и усыновления детей.
К примеру, одна из наиболее консервативных церквей США — церковь мормонов выступила в декабре 2009 года с поддержкой законов, запрещающих дискриминацию гомосексуалов в жилищных вопросах и трудовой сфере. По словам директора по связям с общественностью Церкви Иисуса Христа святых последних дней Майкла Оттерсона, «церковь поддерживает эти законы, поскольку они справедливы и разумны и не наносят ущерба институту брака».

### Католическая церковь
Католическая церковь после лишения её статуса государственной также сумела выработать такую социальную концепцию, в которой признаются основные принципы прав человека. В катехизисе Католической церкви после традиционного осуждения гомосексуальных актов говорится следующее:

«Довольно значительное число мужчин и женщин имеют врождённую тенденцию к гомосексуализму. Эти люди не сделали сознательного выбора в пользу гомосексуализма; для большинства из них это состояние является трудным испытанием. К ним нужно относиться с уважением, состраданием и тактичностью. Надо избегать по отношению к ним всяких проявлений несправедливой дискриминации».
В 2008 году Католическая церковь выступила с заявлением, в котором «настоятельно призывает государства покончить с уголовным преследованием [гомосексуальных лиц]», назвав это «грубым нарушением прав человека». В декабре 2009 года Католическая церковь выступила против всех форм насилия в отношении лиц гомосексуальной ориентации и заявила, что с этим необходимо бороться на всех уровнях и в особенности на уровне государственном.

### Либеральные церкви
Либеральные церкви выражают свою позицию о недопустимости дискриминации сексуальных меньшинств гораздо более радикально, чем традиционные. Например, Генеральный Синод Объединённой Церкви Христа ещё в 1985 году сделал заявление:

«Лесбиянки, геи и бисексуалы часто презирались церквями, были девальвированы и дискриминируемы как в церкви, так и в обществе. Мы обязуемся проявлять заботу и участие в отношении наших братьев и сестёр геев, лесбиянок и бисексуалов, утверждая, что: Мы верим, что лесбиянки, геи и бисексуалы обладают вместе со всеми другими [людьми] ценностью, которая происходит из уникальной индивидуальности человека. … Мы признаём присутствие невежества, страха и ненависти в церкви и в нашей культуре, и обязуемся не допускать дискриминации по признаку сексуальной ориентации, … и мы стремимся включать [в наши общины] и оказывать поддержку тем, кто из-за этого страха и предрассудка находится в изгнании из духовного сообщества. Мы стремимся удовлетворять потребности и защищать интересы лесбиянок, геев и бисексуальных людей в нашей церкви и в обществе, активно поощряя церкви, содействующие [стороны] и светские государственные органы утверждать и претворять политику недискриминации».Оригинальный текст (англ.)«Lesbian, gay and bisexual people are often scorned by the church, and devalued and discriminated against both in the church and in society. We commit ourselves to caring and concern for lesbian, gay and bisexual sisters and brothers by affirming that: We believe that lesbian, gay and bisexual people share with all others the worth that comes from being unique individuals; … We recognize the presence of ignorance, fear and hatred in the church and in our culture, and covenant to not discriminate on the basis of sexual orientation, nor any other irrelevant factor, and we seek to include and support those who, because of this fear and prejudice, find themselves in exile from a spiritual community; We seek to address the needs and advocate the concerns of lesbian, gay and bisexual people in our church and in society by actively encouraging churches, instrumentalities and secular governmental bodies to adopt and implement policies of non-discrimination.»
Либеральные христиане идут существенно дальше по пути борьбы с дискриминацией гомосексуалов, нежели традиционные, поддерживая весь пакет требований движения за права сексуальных меньшинств, включая усыновление детей и равенство брака.

## Наиболее острые разногласия
Однополые браки остаются источником наиболее серьёзных разногласий между традиционными и либеральными христианами. В то время как консервативные церкви выступают с категоричным осуждением практики заключения однополых браков, либеральные церкви сами освящают однополые браки и выступают за брачное равноправие в обществе.